# In Honor's Web
In Honor's Web er en amerikansk stumfilm fra 1919 af Paul Scardon.

## Medvirkende
- Harry T. Morey som Frank Powell
- Gladden James som Bert Powell
- George Backus som Carroll Carson
- Agnes Ayres som Irene Carson
- Myrtle Stedman som Olive Meade